# رشید نینی
رشید نینی (عربی: رشيد نيني؛ زاده: ۱۶ اکتبر ۱۹۷۰) در بن سلیمان متولد شد، وی روزنامه‌نگار، نویسنده و ناشر مراکشی و مدیر روزنامه المساء و ستون‌نویس آن روزنامه است که پرتیراژترین روزنامه مراکش است که به دلیل مقالاتی که می‌نوشت نیز از کار برکنار شده و یکسال را در زندان گذراند.
در سپتامبر ۲۰۰۶، بعد از آزادی از زندان و بدنبال اینکه روزنامه الصباح از انتشار مقالاتش سر باز زد او سردبیر روزنامه المساء مراکش که از معروف‌ترین و پرفروش‌ترین روزنامه‌های مراکش است گردید.
با شروع سال ۲۰۰۷، رشید از طرف نهادهای قضایی در معرض فشارهای زیادی قرار گرفت که منجر به صدور حکم جریمه توسط دادستانی برای روزنامه وی به مبلغ ۵۰۰۰۰۰ دلار گردید که این علاوه بر حملاتی به‌وی توسط سلاح سرد است که زندگی او را در معرض خطر قرار داده بود.

## دستگیری
در بعد از ظهر پنجشنبه ۲۸ آوریل ۲۰۱۱ دادستان عمومی و انقلاب در کازابلانکا به دلیل ستون‌نویسی‌های وی که همچنان ادامه داشت و با اتهاماتی از قبیل «به خطر انداختن امنیت و ایمنی از میهن و شهروندان»، حکم به بازداشت وی داد که البته یک حکم سیاسی برای تحت فشار قرار دادن وی بود. در روز شنبه، ۲۸ آوریل ۲۰۱۲ وی پس از سپری کردن حکم، از زندان عکاشه کازابلانکا آزاد شد.
پس از خروج از زندان اقدام به انتشار مقاله مفصلی در صفحه اول روزانه «المساء» شماره ۲ به تاریخ ۲۸ مه ۲۰۱۲، تحت عنوان «استراحت جنگجو» نمود که در آن به شرایطی که او را مجبور به استعفا از اداره روزنامه المساء نمودند اشاره کرد.

## انتقادات
پس از آزادی از زندان برای یک دوره یک ساله به اسپانیا رفت و سپس به مراکش بازگشت و این یک سال را بدور از کار روزنامه‌نگاری گذراند و در پی آن اقدام به ایجاد روزنامه اخباری مراکش نمود که مدتی قبل از بهار دمکراسی در کشورهای عربی بود که شهرت زیادی هم در صفوف دانش‌آموزان و کارمندان و گروه‌های روشنفکری پیدا کرد. مخصوصاً که وی با روش منحصر بفرد خودش اشکال مختلف فساد و ثروت‌اندوزی را افشا می‌کرد؛ ولی نگارش‌های وی با تحولات بهار عربی نمی‌توانست مطابقت داشته باشد و نقادی‌های وی بیشتر ناظر بر شرایط منحط اجتماعی بود. به همین دلیل ارتقاء چندانی در کارش به وجود نیامده و در همان حد معمول باقی ماند.